# 西韋爾斯湖
西韋爾斯湖（拉脫維亞語：Sivers ezers）是拉脫維亞的湖泊，位於該國東部，長8.1公里，面積17.59平方公里，海拔高度159.4米，平均水深6.3米，最大水深24.5米，是10種魚類的棲息地，湖中有26個島嶼，總面積53.1公畝。

## 外部連結
- Ezeri.lv information （拉脱维亚文）